# Гамбіт адепта
«Гамбіт адепта» (англ. Adept's Gambit) — повість Фріца Лайбера в жанрі меч і чари про Фафгрда та Сірого Мишолова вперше опублікована в листопаді  1947 в збірці «Night's Black Agents». 

## Сюжет
Нінгобль Семиокий змушує Фафгрда та Сірого Мишолова відвідати його печеру. Він переносить їх в історичний стародавній світ в місто Тір. При перенесенні друзі автоматично забувають мови та спогади іншого світу, а натомість отримують знання місцевих мов.
Проводячи час у місцевому шинку, вони випадково потрапляють під закляття невідомого чаклуна — всі їхні коханки перетворюються на свиней. Не в змозі вирішити цю загадку, вони повертаються в печеру Нінгобля. Той наказує їм викрасти декілька відомих тогочасних актефактів та очікувати за містом на таємничу жінку з якою вони повинні вирушити у подорож у Месопотамію.
Жінка Ахура проводить їх до могили чаклуна, де проводячи обряд, вони викликають його.
Чаклун Анра, він є братом Ахури, схиляє друзів до праці на нього, однак вони відмовляються. Мишолов викликає його на поєдинок, і тільки відволікаюче глузування Ахури, допомагає йому перемогти її брата.
Згідно завдання Нінгобля вони вирушують на пошуки замку Анри. Під час подорожі Ахура розказує історію своєї родини. Вони є дітьми однієї матері від різних батьків. Рід її матері є жрицями древнього камінного бога. В дитинстві Анра ріс хворобливим, і Ахура була його очима у зовнішній світ. Анра цікавився древніми мовами та магією і розвинув здатність дивитись очима Ахури. Коли в місті з'явився темний маг, Анра дізнався про це і наказав найняти його за вчителя. Згодом Анра перевершив його. Закляття накладене на друзів, було накладене від час тренувань Анри.
Друзі знаходять замок, але в ньому знову з'являється Анра.
Фафгрд викликає його на поєдинок, але поранення не завдають шкоди Анрі.
Мишолов знаходить у замку живе серце Анри, та знищує його.
Це дозволяє перемогти сина камінного бога.